# Terøya (Møre og Romsdal)
Terøya  est une petite île de la commune de Ålesund, du comté de Møre og Romsdal, dans la mer de Norvège.

## Description
L'île de 1 km2 est reliée au village de Søvik sur le continent par une chaussée du côté est. L'île de Bjørnøya se trouve à l'ouest de l'île. Les deux îles sont séparées par le détroit de Bjørnøysundet, large de 300 mètres. La majorité de la population se trouve au sud et à l'est de l'île.
Terøya est situé à 3 kilomètres du village de Søvik où se trouve la société norvégienne de construction navale Aker Yards (depuis 2008, cette société fait partie de STX Norway Offshore AS/STX Europe).
Terøya faisait partie de la municipalité de Borgund jusqu'en 1965, puis de la municipalité de Haram jusqu'en 2020, date à laquelle elle a rejoint Ålesund.